# Lilium 'Sweet Surrender'
Lilium 'Sweet Surrender' — сорт лилий из группы Азиатские гибриды по классификации третьего издания Международного регистра лилий.
Сорт используется как декоративное садовое растение.

## Биологическое описание
Высота растений 80—90 см.
Стебли зелёные.
Листья зелёные.
Цветки около 140 мм в диаметре, внутри бледно-жёлто-зелёные, к краям белые с жёлто-зелёным оттенком. Горло жёлто-зелёное. Пятнышки тёмно-красные. Сосочки отсутствуют. Общее количество цветков — около 11.
Лепестки загнутые, 75×25—35 мм.
Нектарники желтовато-белого цвета. Рыльце пестика ярко-оранжевое.
Пыльца ярко-оранжевая.

## В культуре
Сорт раннего срока цветения.
Зоны морозостойкости: 3—8.